# Misal kneza Novaka
Misal kneza Novaka (OENB, Cod. slav. 8), iz godine 1368. jedna je od najljepših hrvatskih glagoljičkih knjiga, sada pohranjen u Nacionalnoj knjižnici (bivšoj Dvorskoj knjižnici) u Beču u Austriji, pod signaturom cod. slav. 8. Misal sadrži najstarije poznate hrvatske stihove pisane glagoljicom, stihovi kneza Novaka pisani su na čakavštini s obilježjima crkvenoslavenskoga.

## Opis djela
Znamenita srednjovjekovna sekvenca o smrti, "Dies Irae", pojavljuje se u Misalu kneza Novaka više od stotinu godina prije nego u latinskim misalima u Europi. On sadrži i neke glazbene oznake. Knez Novak Disislavić iz Ličke Ostrovice pisao je taj misal za spasenje svoje duše. Njegova prekrasna glagoljička slova najvjerojatnije su kasnije korištena za crtanje i rezanje slova kojima je otisnuta prva hrvatska inkunabula iz godine 1483. (Missale Romanum), samo 28 godina nakon Gutenbergove biblije. Knez Novak Disislavić bio je iz Ličke Ostrovice, iz plemena Mogorovića. Po dr. Mariji s. Agneziji Pantelić, Misal kneza Novaka nastao je prema jednom misalu iz samostana sv. Marije u Zadru.
Spomenuti misal važan je i zbog kratkoga glagoljičkoga zapisa dopisanoga više od stotinu godina nakon njezina nastanka, točnije, godine 1482. U njemu Juri Žakan iz Roča u Istri oduševljeno spominje događanja oko pripreme prvotiska iz godine 1483. riječima: "Vita, vita, štampa naša gori gre. / Tako ja oću da naša gori gre. / 1482. meseca ijuna 26. dni / to bě pisano v grade Izule. /To pisa Juri Žakan iz Roča. / Bog mu pomagai i vsem ki mu dobro otě." Bilješku je napisao u gradu Izoli (slovenski dio Istre) koje je u srednjem vijeku bilo jako središte hrvatskih glagoljaša.
Prema istraživanju dr. Marije s. Agnezije Pantelić Misal kneza Novaka služio je kao predložak (ne i jedini) za tiskanje prve hrvatske tiskane knjige, Misala po zakonu rimskoga dvora iz 1483. Ivan Mance je u svom istraživanju utvrdio povezanost zapisa Ambroza Kacitića u Misalu kneza Novaka (nalazi se odmah iznad zapisa žakna Jurija, datiran tri mjeseca prije dovršetka tiskanja Prvotiska - 15.11.1482.) sa slijepim otiscima koji se pojavljuju u Misalu po zakonu rimskoga dvora.

## Ostalo
- Hrvatski predsjednik Zoran Milanović u službenom je posjetu Vatikanu 2021. darovao papi Franji suvremeni pretisak Misala.[6]

## Vanjske poveznice
- Digitalizirani Misal kneza Novaka, izvornik pohranjen u Beču (OENB, Cod. slav. 8)
- Prilog HRT-a o Misalu kneza Novaka